# GameSpot
 (décembre 2018).
Si vous disposez d'ouvrages ou d'articles de référence ou si vous connaissez des sites web de qualité traitant du thème abordé ici, merci de compléter l'article en donnant les références utiles à sa vérifiabilité et en les liant à la section « Notes et références ».
GameSpot est un site Web d'origine américaine traitant du jeu vidéo, lancé le 1er mai 1996 par Pete Deemer, Vince Broady, et Jon Epstein. Son siège se trouve à San Francisco.
GameSpot présente le jeu vidéo, le logiciel et le matériel informatique à travers des tests, des avant-premières, des téléchargements, des nouvelles et d'autres informations.
Le site est pourvu d'une large équipe de professionnels de l'audiovisuel et du milieu vidéoludique de tous les bords et de toutes les nationalités (pourvu que la langue anglaise soit maîtrisée) qui s'élargit tous les ans. Le site possède en outre une vaste communauté dont certains membres officient en tant que membre non officiel et secondaire en aidant dans leurs différentes tâches les membres principaux.

## Historique
GameSpot voit le jour le 1er mai 1996, quelques mois après la fondation de sa société mère, SpotMedia. À l'origine, GameSpot se consacre uniquement aux jeux sur PC, de sorte qu'un site secondaire dédié aux jeux sur console, VideoGameSpot.com, apparaît le 1er décembre 1996. Les deux sites fusionnent après quelque temps.
Après avoir commencé indépendamment, GameSpot a été acheté par ZDNet. Plus tard, ZDNet a été lui-même acheté par CNET Networks. En 2008, GameSpot passe aux mains de CBS quand le conglomérat rachète CNET Networks. Ce dernier, renommé CNET Media Group, et GameSpot sont vendus au groupe Red Ventures en 2020..